# Sotkajoki (vattendrag, lat 68,30, long 23,12)
Sotkajoki är ett vattendrag i Finland.   Det ligger i landskapet Lappland, i den norra delen av landet, 900 km norr om huvudstaden Helsingfors.